# Радошковичі (станція)
Радошко́вичі (біл. Радашко́вічы) — проміжна залізнична станція Мінського відділення Білоруської залізниці Білоруської залізниці на лінії Мінськ — Молодечно між станцією Білорусь та зупинним пунктом В'язинка. Розташована у агромістечку Петришкі Мінського району Мінської області, за 10 км на південний захід від однойменного селища міського типу.

## Історія
Станція відкрита 1873 року.
До 1939 року була прикордонною станцією на радянсько-польському кордоні. 
Наприкінці 1930-х років курсували 5 пар вантажопасажирських поїздів сполученням Мінськ — Радошковичі.
20 липня 1928 року дільниця Мінськ — Радошковичі передана до складу Московсько-Білорусько-Балтійської залізниці.
14 квітня 1961 року МШС СРСР погодило техніко-економічне обґрунтування електрифікації змінним струмом (~25 кВ) дільниці Мінськ — Олехновичі, яка була завершена 1963 року.
7 грудня 1963 року відбувся запуск першого у Білорусі електропоїзда за маршрутом Мінськ — Олехновичі.
З лютого 1964 року розпочався регулярний рух електропоїздів сполученням Мінськ — Олехновичі.

## Пасажирське сполучення
На станції Радошковичі зупиняються електропоїзди регіональних ліній економкласу до станцій Гудогай, Мінськ-Пасажирський, Молодечно.
До селища міського типу Радошковичі від однойменної станції курсують рейсові автобуси.